# Compsobata sachalinensis
Compsobata sachalinensis är en tvåvingeart som först beskrevs av Willi Hennig 1938.  Compsobata sachalinensis ingår i släktet Compsobata och familjen skridflugor.
Artens utbredningsområde är Sachalin. Inga underarter finns listade i Catalogue of Life.